# Nicolò Contarini
Nicolò Contarini, död 1631, var en venetiansk doge. Han var regerande doge av Venedig 1630–1631.